# Abba Seafood
Abba Seafood (швед. Abba Seafood) — шведская компания, занимающаяся переработкой морепродуктов. Основной завод компании расположен в городе Кунгсхамн (швед. Kungshamn).

## История
Компания Abba Seafood была создана в Бергене 1838 году (основатель — Christian Gerhard Ameln), а в 1850-х годах переехала в Стокгольм. Название AB Bröderna Ameln, ABBA — было зарегистрировано в 1906 году. В 1981 году она была объединена с Volvo, затем была куплена компанией Procordia, а с 1995 года стала частью норвежской компании Orkla ASA.
В 1954 году компанией была разработана торговая марка Kalles Kaviar. Рецепт икры разработан сотни лет назад в шведском городе Lysekil.
Компания также известна тем, что в 1974 году позволила поп-группе ABBA использовать их название.